# 57 Pułk Artylerii Polowej (Cesarstwo Niemieckie)

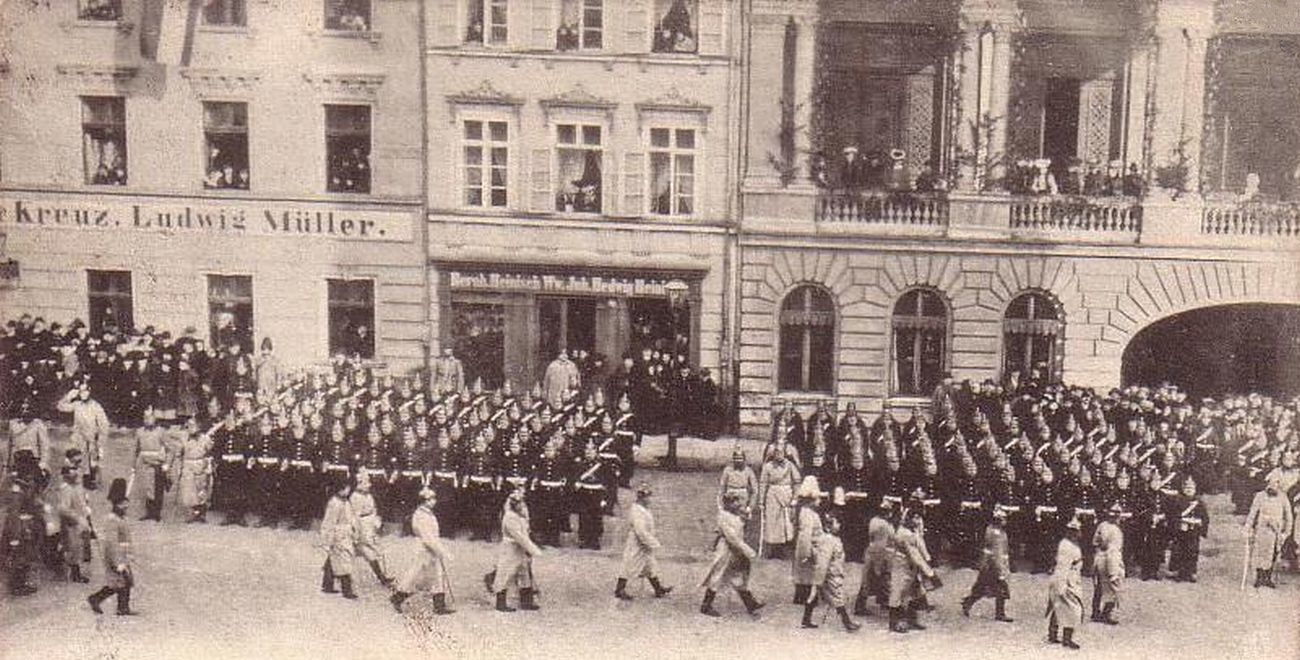
Parada pułku na Rynku w Prudniku

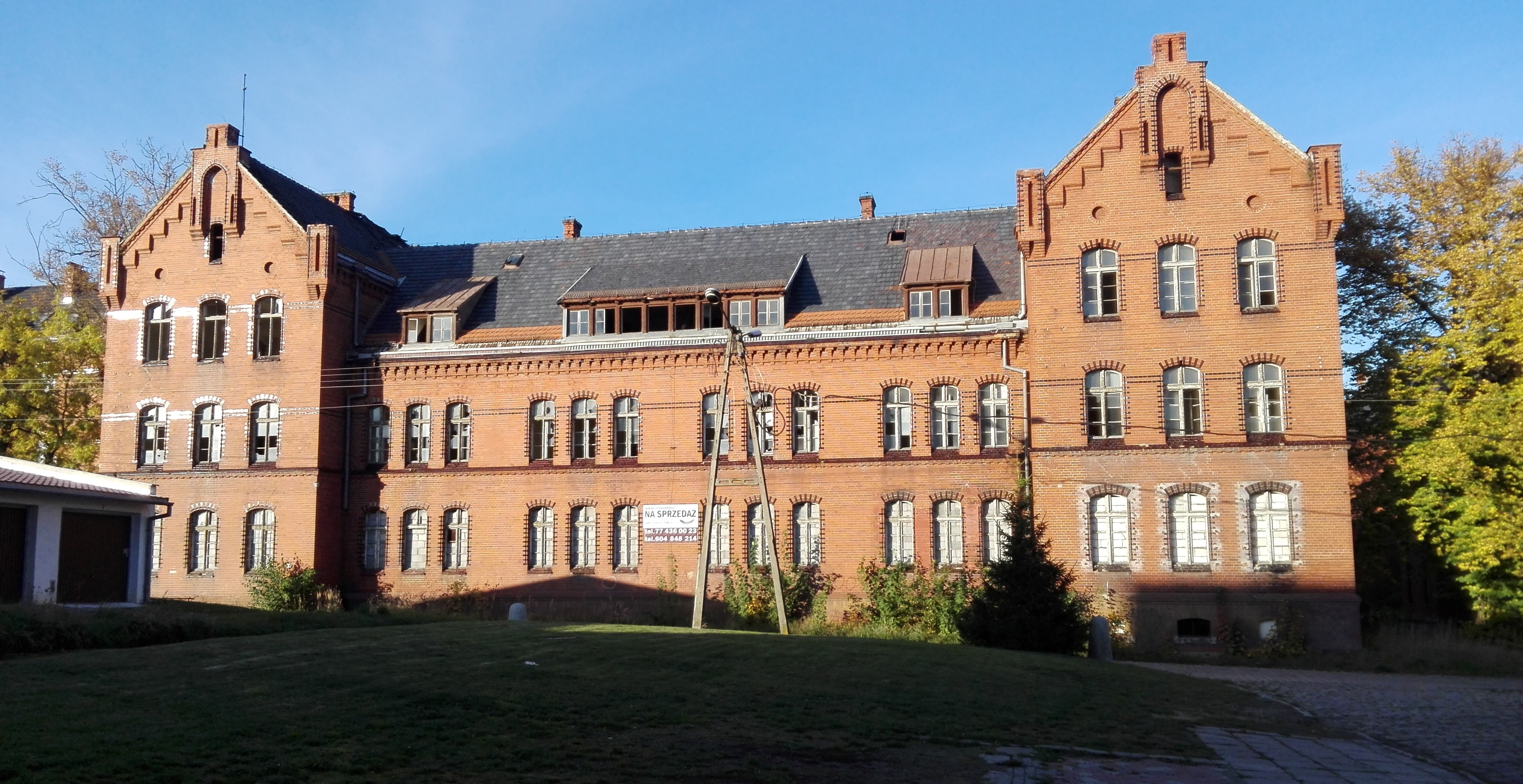
Prudnik – koszary, w których stacjonował pułk, stan obecny

57 Pułk Artylerii Polowej (2 Górnośląski) (niem. 2. Oberschlesisches Feldartillerie-Regiment Nr. 57) – oddział artylerii polowej Armii Cesarstwa Niemieckiego.
Sformowany 25 marca 1899 . Brał udział w I wojnie światowej i stacjonował w Prudniku i Gliwicach. Został rozformowany w lipcu 1919 na mocy traktatu wersalskiego.

## Schemat organizacyjny
- VI Korpus Armijny (Das VI. Armee-Korps) – Wrocław (Breslau)
  - 12 Dywizja (12. Division), Nysa (Neisse)
    - 12 Brygada Artylerii Polowej (12. Feldartillerie-Brigade) – Nysa
      - 57 pułk artylerii polowej (2 Górnośląski) – Prudnik (Neustadt O.S.) i Gliwice (Gleiwitz)

## Wyposażenie
Według standardowego schematu wyposażenia niemieckich dywizji, w momencie rozpoczęcia wojny w 1914 pułk miał 36 dział zgrupowanych w dwóch batalionach, po trzy baterie każdy. Jeden batalion miał 18 armat 7,7 cm FK 96 n.A., drugi również 18 tych armat albo 18 haubic 10,5 cm leFH 98/09 (jeden z czterech batalionów dywizji był wyposażony w haubice). W miarę postępu wojny ilość i rodzaj dział ulegały zmianie. Na przykład, jest prawdopodobne że w późniejszym okresie wojny pułk był wyposażony w armaty 7,7 cm FK 16.